# Raz de Sein

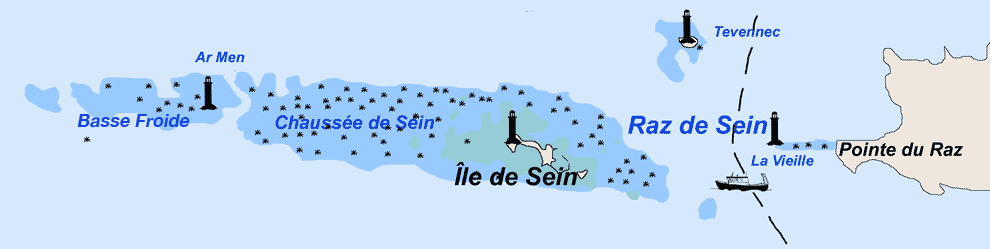
Scogliera di Sein

Il raz de Sein è un passaggio marittimo situato fra l'île de Sein e il pointe du Raz nel Finistère in Bretagna.

## Navigazione
Questo è il percorso più breve e più sicuro per le navi in viaggio tra la costa atlantica e il canale della Manica, in quanto più a ovest le secche, l'île de Sein e le scogliere di Sein bloccano la strada per più di 30 miglia. Per ragioni di sicurezza e per ridurre al minimo il rischio di inquinamento, le navi di grandi dimensioni non sono più autorizzate ad usare il passaggio.
È comunque una zona di navigazione molto pericolosa a causa della corrente molto violenta generata dalla marea (fino a 6 nodi, in certi casi). La corrente causa, anche con brezza moderata, un mare molto agitato anche per le navi di una certa stazza. Le guide ai naviganti consigliano di attendere la regressione del fenomeno, quando la corrente si annulla e il mare si calma, per attraversare il Raz de Sein.
Il Raz de Sein è delimitato verso terra dal faro de la Vieille e dalla torretta de la Plate, e al largo della scogliera dell'île de Sein e del faro d'Ar Men.
Questo passaggio veniva molto utilizzato alcuni secoli fa, e nei vari resoconti si ritrovano nomi ormai scomparsi, come Raz Fonteneau (Cauo de Fontanao), che alcuni identificano con lo stesso Raz de Sein. Fonteneau sarebbe il nome di un'isola della zona.
Quando una persona transitava la prima volta per il Raz de Sein, avveniva una speciale cerimonia a bordo della nave, con mascheramenti, spade di legno, ecc., una sorta di parodia dell'investitura a cavaliere, alla fine della quale non mancava una bevuta a base di brandy o di vino. La cerimonia variava a seconda della nazionalità della nave, prevedendo in qualche caso anche ripetuti tuffi nell'oceano.

## Disastri marittimi
- A causa di un errore di navigazione, la nave di scorta francese Duperré andò a urtare la scogliera di Raz de Sein il 12 gennaio 1978 verso mezzanotte. Dopo l'evacuazione della maggior parte dell'equipaggio, la nave venne trainata a Brest il giorno successivo.
- Il 26 maggio 2006 Édouard Michelin perse la vita durante la pesca, e il battello su cui si trovava, il Liberté, affondò. Nel naufragio morì anche il proprietario Guillaume Normant. La barca venne ritrovata due giorni dopo senza alcun danno apparente, a circa 15 km a ovest dell'isola di Sein.